# Jean-Philippe Allard
Jean-Philippe Allard (* 8. April 1957 in Saint-Mandé; † 17. Mai 2024 in Paris) war ein französischer Musikproduzent und Manager der Tonträgerindustrie.
Allard begann in den späten 1970er Jahren als Produzent. In Paris überwachte er Alben von Gil Evans / Laurent Cugny, Helen Merrill, Charlie Haden, Hank Jones, Stan Getz, Kenny Barron, John McLaughlin, Graham Haynes, Christian Escoudé, Bheki Mseleku, Juliette Gréco und Laïka Fatien. Produktionen von Abbey Lincoln und Randy Weston beförderten deren internationales Comeback. Weiterhin war er für Reissues von Jimmy Giuffre, Chet Baker, Bobby Jaspar oder Miles Davis verantwortlich.
1998 wurde Allard Generaldirektor der französischen Polydor. Auch leitete er deren Jazz- und Klassiksparte. Seit 2007 war Allard für die Veröffentlichungen von Universal Music Publishing France MGB verantwortlich. Er erhielt 2012 einen Ehrenpreis von Les Victoires du Jazz. 2014 reaktivierte er das Label Impulse! für Neuveröffentlichungen, etwa von Henry Butler / Steven Bernstein oder Ran Blake. Im selben Jahr wurde Allard auf dem Montreux Jazz Festival für seine Produzententätigkeit mit dem Prix Bruce Lundvall ausgezeichnet.